# Tarigidia aequiglumis
Tarigidia aequiglumis là một loài thực vật có hoa trong họ Hòa thảo. Loài này được (Gooss.) Stent miêu tả khoa học đầu tiên năm 1932.